# Mathilde Häser
Mathilde Häser, auch Mathilde Lindner, (23. Dezember 1815 in Stuttgart – 1885 in Coburg) war eine deutsche Opernsängerin (Sopran).

## Leben
Häser, die Tochter des Opernsängers Christian Wilhelm Häser, erhielt von ihrem Vater Gesangsunterricht und betrat 1833 die Weimarer Hofbühne, wo sie bis 1864 wirkte.
Nach Angaben von operissimo war sie jedoch 1834 in Gotha tätig und dann bis 1837 in Coburg. Ihren Wohnsitz behielt sie auch in Coburg.
1838 heiratete die Künstlerin den Sänger Louis Lindner, der Ensemblemitglied in Coburg war. Das Paar hatte wenigstens einen Sohn:Johann Ferdinand Max. Wegen anhaltender Krankheiten beendete sie ihre Karriere 1866 und starb 1885 in Coburg.
Ihr Großvater war der Violinist und Musikdirektor Johann Georg Häser, ihr Onkel der Komponist August Ferdinand Häser (1779–1844), ihre Tante die Sängerin Charlotte Henriette Häser (1784–1871) und der Theaterschauspieler und Opernsänger Gustav Häser (1814–1861) war ihr Bruder.